# ブローニュ＝ポン・ド・サン＝クル駅
ブローニュ＝ポン・ド・サン＝クル駅 (ブローニュ＝ポン・ド・サン＝クルえき、仏：Boulogne — Pont de Saint-Cloud) は、フランス・パリ南西のブローニュ＝ビヤンクールにあるメトロ10号線 (地下鉄) の駅。10号線の西端である。

## 概要
ブローニュ＝ポン・ド・サン＝クル駅は、パリの地下鉄メトロ10号線の駅。パリ南西にあるブローニュ＝ビヤンクールの北西部にあり、円形広場であるロン・ポワン・ラン＝エ＝ダニューブに位置している。また、10号線の西の起点となっている。
1981年10月2日、10号線の駅として開業した。駅名となっているサン＝クル橋 （ポン・ド・サン＝クル、Pont de Saint-Cloud）は、付近にあるセーヌ川にかかる橋である。

## 歴史
- 1981年10月2日、メトロ10号線の駅として開業。

## 駅周辺
- サン＝クル橋 （Pont de Saint-Cloud）
- ロン・ポワン・ラン＝エ＝ダニューブ （Rond-Point Rhin-et-Danube）

## 隣の駅
パリメトロ
10号線
ブローニュ＝ポン・ド・サン＝クル駅- ブローニュ＝ジャン・ジョレス駅 (Boulogne — Jean Jaurès)